# مؤشر (كيمياء)

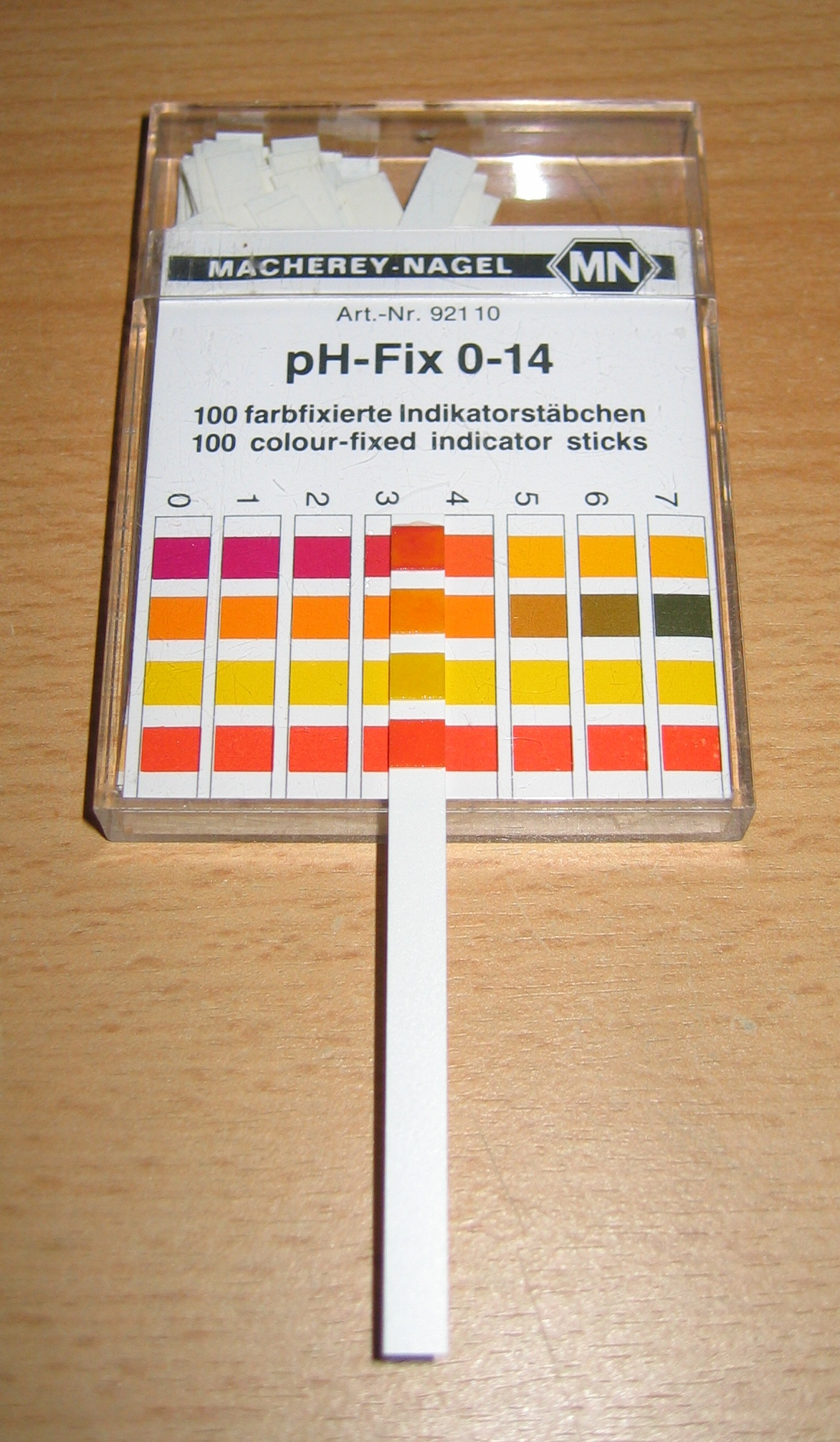
مؤشر أس هيدروجيني pH على شكل شريط يغمس في المحلول، وتفيد درجة اللون المستحصلة في تقدير درجة pH الوسط

المؤشر في الكيمياء هو مادة كيميائية تقوم بدور بصري، غالباً ما يكون على هيئة تغير لوني، يفيد في مراقبة تطور تفاعل كيميائي أو الإشارة إلى الحالة التي يوجد بها. تستخدم المؤشرات اللونية عادة في المعايرات.

## الأنماط
هناك أربعة أنماط رئيسية للمؤشرات الكيميائية:
- مؤشر الأس الهيدروجيني المستخدم في التغير اللوني في معايرة حمض وقاعدة، وكذلك المؤشرات الورقية لمستخدمة لتحديد قيمة pH الوسط.[1]
- المؤشرات المستخدمة في معايرة الأكسدة والاختزال
- المؤشرات المستخدمة في معايرة تشكل المعقدات
- المؤشرات الحرارية، التي تستخدم للإشارة إلى درجة حرارة وسط محدد.